# Chibi Maruko-chan
Chibi Maruko-chan (ちびまる子ちゃん) est un shōjo manga de Momoko Sakura, prépublié dans le magazine Ribon entre août 1986 et juin 1996 puis compilé en 14 volumes reliés par l'éditeur Shūeisha. Un quinzième volume est publié en 2003 et un seizième en 2009. Un dix-huitieme volume, posthume, parait en octobre 2022, avec des dessins de Botan Kohagi, ancien assistant de Momoko Sakura.
La série suit le personnage de Chibi Maruko-chan, surnom d'enfance de l'autrice, et prend place à Shimizu-shi, dans la préfecture de Shizuoka, où cette dernière est née.
La série est adaptée à plusieurs reprises, sous forme de série d'animation, film d'animation et drama.

## Personnages

### Famille Sakura
Momoko « Maruko » Sakura (さくらももこ, Sakura Momoko, まる子 Maruko)
Voix japonaise : Tarako (en) (1990-2024), Kokoro Kikuchi (2024–), Ei Morisako (ja) (drama 2006), Ayaka Ito (ja) (série live action 2007)
Personnage principal. Elle a 9 ans, écolière à l'école primaire d'Irié (清水市立入江小学校). C’est une fille coiffée à la chienne. Elle n’aime pas étudier, tout le temps absente en classe mais douée en dessin, veut devenir mangaka.
Sakiko Sakura (さくらさきこ, Sakura Sakiko)
Voix japonaise : Yūko Mizutani (1990-2016), Machiko Toyoshima (2016-), live action: Mayuko Fukuda (2006 special), Maaya Murasaki (2007 show)
Grande sœur de Momoko. Elle a 11 ans. Elle fait contraste avec Momoko, elle est calme et intellectuelle. Elle aime les chanteurs comme Hideki Saijo et Akira Nishikino.
Hiroshi Sakura (さくらひろし, Sakura Hiroshi)
Voix japonaise : Yūsaku Yara, live action: Katsumi Takahashi (2006 special), Masakazu Mimura (2007 show)
Père de Momoko. Il se moque de la délicatesse. Il aime le saké, les cigarettes et le baseball.
Sumire Sakura (さくらすみれ, Sakura Sumire)
Voix japonaise : Teiyū Ichiryūsai, live action: Michiko Shimizu (2006 special), Noriko Sakai (2007 show)
Mère de Momoko. Née Kobayashi. Elle est dure envers Maruko, mais généralement tendre.
Tomozou Sakura (さくら友蔵, Sakura Tomozō)
Voix japonaise : Kei Tomiyama (1990-1995), Takeshi Aono (1995-2010), Bin Shimada (2010-), live action: Fuyuki Moto
Grand-père de Momoko et père de Hiroshi. Il est doux et choie Maruko. De temps en temps, il compose des haïkus au fond de son cœur.
Kotake Sakura (さくらこたけ, Sakura Kotake)
Voix japonaise : Yūko Sasaki, live action: Yoshie Ichige (2006 special), Yoshiko Miyazaki (2007 show)
Grande-mère de Maruko et mère de Hiroshi. Elle est d’un caractère très doux d’habitude, mais elle est très effrayante quand elle est en rage.

### Camarades de classe de Momoko
Hiroyuki Togawa
Maître de la classe de Momoko. Il est doux, il ne se fâche jamais. Les écoliers l’aiment. Il a une jeune et jolie femme.
Tamaé Honami (Tama-chan)
Meilleure amie de Momoko. Elle porte des lunettes. Elle est féminine et douce. Elle aime jouer du piano.
Kazuhiko Hanawa
Il est très riche. Il fait toujours le poseur, mais il a du succès auprès des femmes. Il parle japonais, anglais et français, et joue du piano et du violon.
Suéo Maruo
Président de la classe. Il porte des lunettes. Il risque sa vie pour être président de la classe.
Noritaka Hamazaki (Hamaji)
Il est badin, il sait faire rire les gens. D’un côté, il a la larme facile.
Emiko Noguchi
Elle a un caractère sombre mais elle aime la comédie. Elle a un grand frère désagréable à voir.
Kimio Nagasawa
Il a une tête en forme d’oignon. C’est le plus caractéristique. Il a un caractère sombre et il est retors. Il a des langues fielleuses d’aspics.
Shigeru Fujiki
Il a un caractère sombre. Il a une lèvre toute bleue. Les camarades de classe pensent qu’il est très couard.
Hanako Migiwa
Elle est très sérieuse, hystérique, narcisse, et trop consciente de soi-même. Elle adore Hanawa-kun. Son amour pour lui est presque pathologique. Elle a un bouledogue qui s’appelle Amaryllise.
Shota Yamada
Il est toujours gai, il rit toujours aux éclats. Il ne pense guère quelque chose.
Taro Tomita (Boo-taro)
Son visage ressemble à cochon. Il a une sœur qui s’appelle Tomiko.
Osamu Nagayama
Il est très intelligent et il a une bonne connaissance dans la nature. Il chérit sa petite sœur Koharu. Il aime faire des observations astronomiques et dessiner.
Himeko Jogasaki
Elle est très jolie et excellente en classe. Elle est très riche, elle parle bien anglais, et elle joue très bien du piano. Elle a du goût pour le ballet et la lecture. Elle est sociable, elle a beaucoup d’amis, mais elle est d’un caractère difficile.
Tsuyoshi Yamané
Il a une mauvaise digestion. Il a toujours des embarras gastriques. Il déteste l’éducation physique. Il adore un chanteur, Michiru Jo.
Futoshi Kosugi
Il est extrêmement gourmand. Il s’est fait prendre par la police puisqu’il a quitté la classe sans attendre la fin pour acheter une anguille.

### Autres
Shintaro Honami
Père de Tamae. Il a tout le temps un appareil pour prendre des photos de Tamae. Il a dit qu’avant, il voulait être photographe mais sa famille n’était pas d’accord.
Hideji Saijo
Intendant des Hanawa. Il est en service chez Hanawa depuis que le grand-père de Hanawa vivait encore. Il est aimable avec tout le monde.
Shigeo Sasaki (Sasaki no jisan)
Patron d’un marchand. Il adore les plantes. Tous les jours, il soigne des fleurs et des arbres de tout le quartier depuis 30 ans. Pour ce travail, il a été décerné par la ville. Il est très gentil de nature, mais de temps en temps il devient furieux quand quelqu’un blesse des plantes.

## Adaptations
La série a été adaptée plusieurs fois : une première série animée de 142 épisodes entre 1990 et 1992, avec un thème célèbre no 1 des charts locaux (Odoru Pompokorin par B.B.QUEENS, avec Keiko Utoku), puis une deuxième série en 1995 toujours en cours avec plus de 700 épisodes, et des adaptations en jeu vidéo, en film anime en 1990 et 1992, ainsi qu'un téléfilm live en 2006.

## Distinction
Le manga remporte le Prix du manga Kōdansha dans la catégorie shōjo en 1989 (à égalité avec Shiratori Reiko de gozaimasu ! (白鳥麗子でございます！) de Yumiko Suzuki), alors que ce manga n'était pas édité par Kōdansha, chose rare pour ce prix.

## Liens
- (ja) Page officielle de l'anime sur Fuji TV
- (ja) Site officiel de l'anime sur nippon-animation
- (ja) Site officiel de la série live sur Fuji TV